# Jean Soulairol
Jean Soulairol, né le 24 février 1892 à Saint-Gervais-sur-Mare dans l'Hérault et mort le 30 avril 1959 à Versailles, est un poète, journaliste et essayiste français du XXe siècle.

## Biographie
Jean Marie Joseph Soulairol, né le 24 février 1892 à Saint-Gervais-sur-Mare, est le fils de Eugène Soulairol (né vers 1863), notaire et d'Amélie Canmas (née vers 1866). Il épouse Jeanne Marie Ernestine Lobbé, agrégée, professeur de philosophie, le 1er août 1938 à Sèvres.  
Sa fiche matricule n°664, dans la classe de 1912, indique qu'il a été exempté du service militaire pour faiblesse et bronchite spécifique. Cette situation est maintenue au début de la Première Guerre mondiale. En mai 1917, il est incorporé au 96e régiment d'infanterie aux services auxiliaires.  
Il est décrit devant l'Académie de Nîmes par le bâtonnier Lacombe comme ayant fait son Droit à Montpellier et commencé sa carrière dans la presse locale. Installé à Paris après la guerre, il est collaborateur du Correspondant, de la Revue des Jeunes, rédacteur à l'Aube du billet quotidien La pensée et la vie et de chroniques littéraires hebdomadaires dans La Vie catholique. Pour ses qualités, il « fut hautement apprécié par Mauriac, Jean Guitton, Mondor, Léon Bérard, Montherlant. On a grand profit à s'approcher de Valéry, de Mistral et de Jammes en compagnie de Soulairol, dont le coeur vivant et la plume frémissante laissent transparaître la Joie et la Paix franciscaines ».  
En 1939, Il publie Préludes à l'amour, un recueil de poésie qui reçoit une critique élogieuse et lui vaut le prix Claire-Virenque.  
Percuté par un automobiliste le 29 avril 1959 à Sèvres, Jean Soulairol est transporté à l'hôpital de Versailles où il meurt le 30 avril 1959. Le journaliste Maurice Carité qui l'a bien connu lui rend hommage dans les feuillets mensuels de l'Amitié Charles Péguy.

## Œuvres
- La Poésie française aux pays d'Oc, 1921
- Préludes à l'amour, 1939
- Humanité de Mistral, 1941
- À la recherche de l'âme, 1941[8]
- Charles de Gaulle, le libérateur, l'homme, l'oeuvre, 1945[9]
- Paul Valéry, 1953[10]

## Distinctions
- 1939 : Prix Claire-Virenque pour Préludes à l'amour[11]
- 1953 : Académie française, Prix Bordin pour Paul Valéry[12]
- 1965 : Académie française, Prix Mottart pour l'ensemble de son oeuvre[13]

## Hommages et postérité
- Une rue de Béziers est nommée d'après Jean Soulairol.